# 898. grenadirski polk (Wehrmacht)
898. grenadirski polk (izvirno nemško 898. Grenadier-Regiment; kratica 898. GR) je bil pehotni polk Heera v času druge svetovne vojne.

## Zgodovina
Polk je bil ustanovljen 15. junija 1943 za potrebe 266. pehotne divizije; polk je kapituliral  septembra 1944 v bitki za Brest.